# VNG – Verbundnetz Gas
VNG (Verbundnetz Gas Agbo (VNGn)) — газовая компания со штаб-квартирой в Лейпциге. Она является третьим по величине импортером природного газа, седьмой по величине энергетической компанией в Германии и второй по величине энергетической компанией в Восточной Германии.
Сеть естественных трубопроводов VNG насчитывает более 7000 километров (4300 миль) в Саксонии, Саксонии-Анхальт, Тюрингии, Бранденбурге, Берлине и Мекленбург-Передней Померании. Он управляется через свою дочернюю компанию ONTRAS GmbH.
ВНГ управляет пятью подземными хранилищами газа общей емкостью 2,4 миллиарда кубометров. Два самых больших магазина находятся в Бад-Лаухштадте и Бернбурге.

## Ontras Gastransport GmbH
Ontras Gastransport GmbH — это дочерняя компания VNG, базирующаяся в Лейпциге. Она управляет второй по величине трубопроводной сетью в Германии, протяженностью около 7000 километров и имеющей около 450 точек соединения.
Компания VNG – Verbundnetz Gas основала Ontras 1 января 2006 года. Это стало необходимым в связи с требованиями Закона об энергетической промышленности о полном разделении торговли газом и его транспортировки в соответствии с законодательством о компаниях. В рамках третьего пакета услуг по внутреннему энергетическому рынку ЕСкомпания Ontras была полностью разделена и с тех пор также отвечает за эксплуатацию и техническое обслуживание сетей и систем.